# NoFap
NoFap es una página web y foro que sirve como grupo de apoyo para aquellos que desean evitar la pornografía y/o masturbación por motivos como la  adicción a la pornografía, creencias religiosas o teorías pseudocientíficas. 
El enfoque de la plataforma ha sido criticado como simplista, obsoleto y carente de rigor científico por parte de profesionales de la neurociencia, la psicología y la medicina, y está influenciado por las teorías no científicas del activista anti-porno Gary Wilson.

## Historia

### Reddit
NoFap fue fundado en junio de 2011 por Alexander Rhodes a raíz de un hilo en la página principal de Reddit sobre un estudio chino de 2003 que aseguraba que los hombres que no se masturbaban durante siete días habían experimentado entre un 40-45% de aumento en el nivel de testosterona. El propio estudio, no obstante, señalaba también que los niveles volvían a la normalidad después de la primera semana.
Rhodes creó NoFap como "subreddit" dentro de esta plataforma, estableciendo retos semanales y mensuales para un grupo pequeño de personas, y creando un sistema para llevar el registro de los días de abstinencia sexual.

### Nofap.com
Los usuarios del subreddit de NoFap se triplicaron en dos años, lo que llevó a Rhodes a crear una web específica, Nofap.com. Esta cuenta con espacios para compartir experiencias, buscar ayuda y desarrollar retos conjuntos de abstinencia de la pornografía y la masturbación.
De acuerdo con sus propios datos, en enero de 2024 la web tenía más de 350.000 miembros registrados, los cuales no provienen únicamente de Estados Unidos sino también de Brasil, Alemania o China. Los usuarios han adoptado el nombre de "fapstronauts", y en ocasiones se les ha llamado en la prensa "NoFappers". Su base de usuarios son fundamentalmente hombres de la franja 20-30 años, si bien también hay algunas mujeres. Una parte de ellos pertenecen al fundamentalismo cristiano, pero otros, como el fundador, son ateos.

## Recepción y críticas
El consenso médico indica que la masturbación es una práctica normal y que no afecta a ninguno de los aspectos señalados por estas comunidades. En cuanto al tratamiento de adicciones a la pornografía, el enfoque de la plataforma ha sido criticado como contrario a la ciencia por parte de neurocientíficos, psicólogos y médicos. El psicólogo David J. Ley afirmó que "sus ideas son simplistas, ingenuas y promueven una triste, reduccionista y distorsionada visión de la masculinidad y de la sexualidad". El DSM-5 de la Asociación Estadounidense de Psiquiatría y la Clasificación internacional de enfermedades (ICD-10 y ICD-11) no reconocen la adicción al sexo o la pornografía como diagnósticos científicamente válidos.
La plataforma también ha sido criticada por periodistas, algunos de los cuales participaron en sus programas. En 2021 se realizaron dos estudios cualitativos sobre los efectos del uso de la plataforma sobre sus miembros, que concluyeron que su enfoque era dañino y potencialmente peligroso. Asimismo, investigadores y periodistas han alertado de la proliferación de teorías de la conspiración en la web y el subreddit, incluyendo discursos antisemitas y misóginos. Por ello, se ha señalado también su rol en la socialización de hombres jóvenes hacia entornos de extrema derecha y del espacio de la manosfera, algo que su fundador ha negado.